# Campanus (cràter)
Campanus és un cràter d'impacte lunar que es troba en l'extrem sud-oest del Mare Nubium, que forma un cràter apariat amb Mercator just al sud-est. Al llarg del sud de les rampes de Campanus apareix el petit mar lunar denominat Palus Epidemiarum. Al sud-oest es troba el petit cràter Dunthorne.
La vora de Campanus és més o menys circular, amb una corba cap a fora al llarg de la vora occidental i una protuberància cap a l'interior en el seu costat nord-nord-oest. La paret exterior no ha estat erosionat significativament, encara que té una configuració en "cadira de muntar" amb un punt a sota al llarg del costat sud. El sòl interior es va recobrir amb lava basàltica, deixant només un petit pic central que sobresurt per sobre de la superfície. El pis té el mateix baix albedo que el mar proper, donant-li una aparença fosca. Es caracteritza per un parell de petits cràters prop de les parets interiors del nord-oest. Una rima prima travessa el fons del cràter de nord a sud, passant a l'est del pic central.
A l'oest de Campanus apareix el sistema anomenat Rimae Hippalus. Una altra rima es troba al sud, designada Rimae Ramsden.

## Cràters satèl·lit

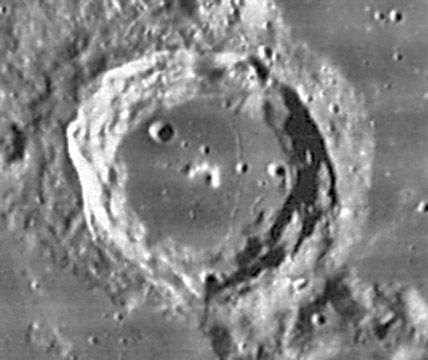
Cràter Campanus. Fotografia de la missió Lunar Orbiter 4

Per convenció aquests elements són identificats en els mapes lunars posant la lletra en el costat del punt mitjà del cràter que està més prop de Campanus.
|          | \| Campanus \| Coordenades \| Diàmetre \| \| -------- \| ------------------------------------ \| -------- \| \| A \| 26° 00′ S, 28° 36′ O / 26.0°S,28.6°O \| 11 km \| \| B \| 29° 12′ S, 29° 12′ O / 29.2°S,29.2°O \| 6 km \| \| G \| 28° 36′ S, 31° 18′ O / 28.6°S,31.3°O \| 10 km \| \| K \| 26° 36′ S, 28° 18′ O / 26.6°S,28.3°O \| 5 km \| \| X \| 27° 48′ S, 27° 18′ O / 27.8°S,27.3°O \| 4 km \| \| Y \| 27° 48′ S, 28° 12′ O / 27.8°S,28.2°O \| 4 km \| |          |
| Campanus | Coordenades | Diàmetre |
| A        | 26° 00′ S, 28° 36′ O / 26.0°S,28.6°O | 11 km    |
| B        | 29° 12′ S, 29° 12′ O / 29.2°S,29.2°O | 6 km     |
| G        | 28° 36′ S, 31° 18′ O / 28.6°S,31.3°O | 10 km    |
| K        | 26° 36′ S, 28° 18′ O / 26.6°S,28.3°O | 5 km     |
| X        | 27° 48′ S, 27° 18′ O / 27.8°S,27.3°O | 4 km     |
| Y        | 27° 48′ S, 28° 12′ O / 27.8°S,28.2°O | 4 km     |